# Листи до М.
«Листи до М.» (пол. Listy do M., 2011) — польська романтична кінокомедія.

## Сюжет
Фільм оповідає про дива, що трапляються в житті головних героїв напередодні Різдва. Самотні закохуються, сироти знаходять батьків, мізантропи — друзів, самогубці починають нове життя, а циніки перетворюються на романтиків.
Миколай — успішний діджей на радіо. На ефір до нього часто телефонують для того, щоб поділитися своїми проблемами. Миколай втішає і підтримує всіх, але тільки для себе втіхи не може знайти. Вже котрий рік Миколай святкує Різдво в радіостудії, а його син Костек — вдома із магнітофоном, котрий налаштований на радіо татка. Цього разу до нього зателефонувала дівчина Доріс, яка поскаржилася на самотність. Він розповів цікаву історію про кохання. А потім зустрічає її на вулиці. І так кілька разів до того часу, аж поки Доріс випадково не потрапляє до нього додому, де Костек умовляє її лишитися відсвяткувати й дочекатися тата.

## В ролях
| Актор              | Роль                                    |
| ------------------ | --------------------------------------- |
| Мацей Штур         | Миколай Конечний, радіоведучий          |
| Рома Гонсьоровська | Доріс                                   |
| Агнешка Дигант     | Каріна Лісецька, дружина Степана        |
| Томаш Каролак      | Мельхіор «Мел Ґібсон»                   |
| Пйотр Адамчик      | Степан Лісецький, чоловік Каріни        |
| Агнешка Вагнер     | Малґожата                               |
| Войцех Малайкат    | Войцех, чоловік Малґожати               |
| Катажина Зелінська | Бетті, вагітна сестра Малґожати         |
| Катажина Буякевич  | Ларва, подруга Доріс                    |
| Павел Малашинський | Владі                                   |
| Беата Тишкевич     | Маліна, мати Владика                    |
| Леонард Петрашак   | Флоріан, батько Владика                 |
| Лех Ордон          | Дідусь, батько Степана                  |
| Юлія Врублєвська   | Тося                                    |
| Адам Тинець        | Кацпер                                  |
| Якуб Янкевич       | Костек Конечний, син Миколая            |
| Анна Матисяк       | Майка Лісецька, донька Каріни й Степана |